# Diplostomum spathaceum
Diplostomum spathaceum — це вид трематод родини Diplostomidae.

## Біотоп
Живе в дуже вологих умовах.